# Bilton-in-Ainsty with Bickerton
Bilton-in-Ainsty with Bickerton är en civil parish i Storbritannien.   Den ligger i grevskapet North Yorkshire och riksdelen England, i den centrala delen av landet, 280 km norr om huvudstaden London.